# البيداء
البيداء: إحدى قرى محافظة بارق في الجنوب الغربي من المملكة العربية السعودية. تقع في الشمال الغربي من إمارة بارق على مسافة 14 كيلاَ، وبلغ تعداد سكانها 295 نسمة حسب الإحصاء الذي جرى عام 2004.

## التسمية
البَيْداء - بفتح الباء الموحدة وسكون الياء آخر الحروف ممدودة - والبيداء عندهم كالبادية وهي كل أرض ملساء لا نبات بها .

## الموقع
تقع هذه القرية على ضفة وادي شري الشمالية، في شمالي الخريقين، جنوب مسّرة، وغرب مخشوشة، وشرق قرن مخلد على مسافة كيل تقريباً.

### هوامش
1. ↑  الخريقين مثنى خريق وهو المنخفض من الأرض وفيه نبات بين أرضين لا نَبات فيهما.